# Gabby West
Gabby West est une actrice américaine née le 5 mars 1985 à Los Angeles, Californie.

## Biographie
Gabby West est née dans le Dakota du Nord, elle a eu son bac à la Century High School en 2003. Elle a par la suite fait un semestre universitaire à l'Université d'État du Dakota du Nord où elle a étudié la littérature anglaise, puis une année à l'université dans le Montana.
En 2005 elle est assistante sur des minis-séries tv et en 2007 emménage à Los Angeles. Elle est l'assistante de production du film 3 h 10 pour Yuma et Appaloosa.
Durant l'année 2009 elle participe et remporte la deuxième saison de la télé réalité Scream Queens qui promet un rôle dans le film Saw VII 3D - Chapitre Final.
Elle devait être au cinéma en 2011 dans le remake Fright Night mais le rôle changea et Gabby ne voulait plus interpréter ce nouveau personnage.

## Filmographie

### Cinéma
- 2009 : Brüno : German
- 2010 : Saw 3D - Chapitre Final : Kara
- 2011 : Chillerama : Peggy Lou
- 2012 : The Chase and Pursuit : Kay

### Télévision

#### Séries télévisées
- 2008 : Tim and Eric Nite Live! (en) : Fille blonde